# Blue Rev
Blue Rev es el tercer álbum de estudio de la banda canadiense de indie pop Alvvays, lanzado el 7 de octubre de 2022 a través de Polyvinyl y Transgressive.

## Antecedentes
El segundo álbum de Alvvays, Antisocialites, se publicó hace más de cuatro años en 2017. Posteriormente, la banda realizó una extensa gira por América del Norte y Europa, además de apoyar a The National en las fechas de su gira. Comenzaron a escribir canciones para Blue Rev casi inmediatamente después del lanzamiento de Antisocialites, pero ocurrieron varios eventos que retrasaron el progreso del álbum: un ladrón irrumpió en el apartamento de la vocalista principal Molly Rankin y se robó una grabadora con varias demos contenidas en ella, y al día siguiente, una inundación en el sótano amenazó con destruir todo el equipo de la banda. La pandemia de COVID-19 luego creó más retrasos, con cierres de fronteras que impidieron que la banda ensayara como grupo completo. Finalmente se volvieron a reunir en octubre de 2021 en un estudio en Los Ángeles con el productor Shawn Everett; Luego pasaron a tocar todo el álbum de adelante hacia atrás dos veces en un solo día, con descansos de 15 segundos entre canciones y un descanso de 30 minutos entre tomas completas del álbum.
El 21 de junio de 2022, un mes antes del anuncio de Blue Rev, la banda anunció una gira de 2022 por Estados Unidos entre octubre y noviembre de ese año.

## Promoción
El álbum se anunció el 6 de julio de 2022 junto con el lanzamiento del sencillo principal, «Pharmacist». El sencillo recibiría críticas favorables de los críticos, quienes señalaron el balance entre el sonido indie-pop característico de la banda con elementos prominentes de shoegaze, que incluyen distorsión de guitarra y voces de Molly Rankin. Quinn Moreland de Pitchfork escribió que la canción es “exagerada en todas las formas correctas, con todo el ruido meticulosamente estratificado que se convierte en una espesura alrededor de la tierna nostalgia de Rankin” y la comparó con Loveless de My Bloody Valentine. «Pharmacist» fue nombrada entre las “Mejores Canciones Nuevas de la Semana” por Our Culture y Under the Radar.
El segundo sencillo, «Easy On Your Own?», fue publicado el 10 de agosto de 2022. La canción fue acompañada por un video lírico, publicado el mismo día. David Renshaw de The Fader escribió que “al igual que «Pharmacist», la canción es una improvisación pop ricamente melódica, pero donde el primer sencillo mantuvo las cosas dulces y ligeras, este se vuelve un poco más oscuro con la banda explorando texturas de estilo shoegaze en la producción”. El personal de Stereogum clasificó la canción en el segundo lugar en su lista de “las 5 mejores canciones de la semana” para la semana del 12 de agosto de 2022.
«Belinda Says» y «Very Online Guy»  fueron publicadas como un sencillo doble el 22 de septiembre de 2022. «Belinda Says» se escribió como un tributo al icono pop Belinda Carlisle. Tyler Golsen, escribiendo para la revista Far Out, le dio una calificación de 4 sobre 5 estrellas y la describió como un “tema maravillosamente tenue inundado de guitarras difusas y baterías explosivas”. La canción está inspirada en la canción de 1987, «Heaven Is a Place on Earth». El personal de Stereogum clasificó la canción en el quinto lugar en su lista de “las 5 mejores canciones de la semana” para la semana del 23 de septiembre de 2022. Tom Breihan de Stereogum dijo que «Very Online Guy» es “es una pieza synth-rock fría y rígida con sus voces ingeniosamente borrosas”. Golsen le otorgó una calificación de 3 estrellas y media, añadiendo: “Cimentada en puñaladas de teclados de la heroína anónima de la banda Kerri MacLellan, «Very Online Guy» logra ser increíblemente mordaz e innegablemente pegadizo”.
El cuarto y último sencillo, «After the Earthquake», fue publicado el 5 de octubre de 2022. Fue inspirada por la colección de historias cortas de Haruki Murakami, After the Quake (2000), y también hace referencia a la serie de televisión de los años 1980, Murder, She Wrote. Golsen le otorgó una calificación de 4 estrellas y escribió: “Con un arreglo cada vez mayor que ve a la cantante Molly Rankin cada vez más frenética, «After the Earthquake» continúa creciendo y creciendo antes de abandonar repentinamente alrededor de los dos minutos. Eso no dura mucho, ya que un cambio de tonalidad trae un impulso final maravillosamente intenso a la sección final de la canción”.

## Recepción de la crítica
Blue Rev recibió reseñas positivas de los críticos. En Metacritic, el álbum obtuvo un puntaje promedio de 86 sobre 100, basado en 13 críticas, lo cual indica “aclamación universal”. Jeremy D. Larson, escribiendo para Pitchfork, le otorgó el certificado de “Best New Music” y una calificación de 8.8 sobre 10. Él escribió: “Lo que separa a Blue Rev de todos los álbumes de adolescentes anteriores es la composición subconsciente e hiperreal de Rankin, que va en contra del modo actual de composición de canciones pop crudamente cronológicas donde los cantantes siguen una emoción o idea sin desviarse. Rankin, por otro lado [...], solo señala un sentimiento, permitiendo que la banda y sus exitosas líneas vocales lleven al oyente el resto del camino”. Tim Sentz del sitio web Beats Per Minute comentó: “Con Blue Rev, Alvvays vuelve a la contienda cuando se trata de líderes del renacimiento cíclico del shoegaze que aparece cada pocos años. Un enfoque de composición perfeccionado de Rankin parece impulsar a Blue Rev, con solo unas pocas canciones que superan los tres minutos. Este enfoque de recorte excesivo hace que Blue Rev sea el sonido más delgado de la banda, pero también lo convierte en su trabajo más compacto hasta la fecha”. Ben Salmon, escribiendo para la revista Paste, dijo: “Todas estas son melodías de primer nivel, y sirven como evidencia de que Rankin y O'Hanley se encuentran entre los mejores compositores de canciones pop en la actualidad. Podrían, presumiblemente, llenar los álbumes de Alvvay con ellas de pared a pared, si quisieran”.
Escribiendo para Northern Transmissions, Matthew Tracey-Cook describió el álbum como “un regreso maravilloso y una prueba positiva del viejo adagio de que las cosas buenas llegan a aquellos que esperan”. Andy Von Pip de Under the Radar dijo: “Alvvays logra este enfoque mixto con estilo; los cambios son inesperados, pero nunca desagradables”. Alex Hudson de la revista Exclaim! escribió: “Blue Rev se siente menos como un zumbido hiperactivo y más como la resaca aplastante de la mañana siguiente: caótica, ansiosamente sobre estimulada y teñida de melancolía arrepentida”.
En una reseña para AllMusic, Tim Sendra declaró que “las canciones son memorables y divertidas, las interpretaciones son inspiradas y la producción es variada y siempre interesante”, y que “el resultado es un éxito de indie pop celestial garantizado para hacer que fanáticos enamorados se enamoran aún más perdidamente de la banda”. Al concluir la reseña para la revista Clash, Bella Savignano llamó al álbum, “una excursión mágica y sinuosa a una encrucijada donde la banda reflexiona sobre el pasado y explora simultáneamente la turbulencia de realidades divergentes”. En NME, Will Richards concluyó que el álbum “es una oda para continuar evolucionando a pesar de los obstáculos, perfeccionando y ajustando lentamente tu oficio, y manteniéndote en movimiento”.
Matthew Mclister de Gigwise declaró que “las melodías son shoegaze, tintineantes y enérgicas, nunca demasiado unidimensionales y siempre interesantes. Alvvays se ha tomado su tiempo para crear un disco que no llama la atención a gritos, sino que te engancha con sus texturas difusas y sutilezas”. Bella Fleming, escribiendo para The Line of Best Fit, dijo: “Blue Rev es un álbum que ruega ser tocado en vivo. Si bien en su conjunto el álbum todavía suena muy Alvvays, hay una clara falta de cohesión y una sensación de contundencia que falta en el tercer álbum del grupo. Blue Rev es un regreso ligeramente decepcionante de una banda indie tan brillante”.

## Galardones
| Publicación            | Lista                                         | Posición | Ref.   |
| ---------------------- | --------------------------------------------- | -------- | ------ |
| Consequence of Sound   | Top 50 Albums of 2022                         | 30       | [ 48 ] |
| Exclaim!               | Exclaim!'s 50 Best Albums of 2022             | 1        | [ 49 ] |
| Gorilla vs. Bear       | Gorilla vs. Bear's Albums of 2022             | 26       | [ 50 ] |
| Los Angeles Times      | The 20 Best Albums of 2022                    | 5        | [ 51 ] |
| Mondosonoro            | Los 50 mejores discos internacionales de 2022 | 38       | [ 52 ] |
| NME                    | The 50 Best Albums of 2022                    | 30       | [ 53 ] |
| Northern Transmissions | Best Albums of 2022                           | 2        | [ 54 ] |
| Paste                  | The 50 Best Albums of 2022                    | 3        | [ 55 ] |
| Pitchfork              | The 50 Best Albums of 2022                    | 3        | [ 56 ] |
| Pitchfork              | The 38 Best Rock Albums of 2022               | —        | [ 57 ] |
| PopMatters             | The 80 Best Albums of 2022                    | 65       | [ 58 ] |
| Record Collector       | The Best New Albums of 2022                   | 25       | [ 59 ] |
| The Ringer             | The 33 Best Albums of 2022                    | 5        | [ 60 ] |
| Rolling Stone          | The 100 Best Albums of 2022                   | 12       | [ 61 ] |
| Slant Magazine         | The 50 Best Albums of 2022                    | 3        | [ 62 ] |
| Stereogum              | The 50 Best Albums Of 2022                    | 1        | [ 63 ] |
| Time Out               | The 20 Best Albums of 2022                    | 18       | [ 64 ] |
| Treble                 | The 50 Best Albums of 2022                    | 3        | [ 65 ] |
| Uproxx                 | The Best Albums Of 2022                       | —        | [ 66 ] |

## Lista de canciones
Todas las canciones escritas y compuestas por Alvvays. 
| Lista de canciones de Blue Rev |                        |          |  |
| N.º                            | Título                 | Duración |  |
| 1.                             | «Pharmacist»           | 2:04     |  |
| 2.                             | «Easy On Your Own?»    | 2:54     |  |
| 3.                             | «After the Earthquake» | 3:05     |  |
| 4.                             | «Tom Verlaine»         | 3:26     |  |
| 5.                             | «Pressed»              | 2:09     |  |
| 6.                             | «Many Mirrors»         | 2:58     |  |
| 7.                             | «Very Online Guy»      | 2:22     |  |
| 8.                             | «Velveteen»            | 3:09     |  |
| 9.                             | «Tile by Tile»         | 2:58     |  |
| 10.                            | «Pomeranian Spinster»  | 3:24     |  |
| 11.                            | «Belinda Says»         | 2:45     |  |
| 12.                            | «Bored in Bristol»     | 3:00     |  |
| 13.                            | «Lottery Noises»       | 3:18     |  |
| 14.                            | «Fourth Figure»        | 1:20     |  |
| 38:52                          |                        |          |  |

## Posicionamiento
| Gráfica (2022)                                    | Pico de posición |
| ------------------------------------------------- | ---------------- |
| Australia (Australian Hitseekers Albums)          | 6                |
| Canadá (Billboard Canadian Albums)                | 75               |
| Escocia (Scottish Albums Chart)                   | 6                |
| Estados Unidos (Billboard 200)                    | 61               |
| Estados Unidos (Billboard Independent Albums)     | 8                |
| Estados Unidos (Billboard Top Alternative Albums) | 3                |
| Estados Unidos (Billboard Top Rock Albums)        | 8                |
| Reino Unido (UK Albums Chart)                     | 27               |
| Reino Unido (UK Digital Albums Chart)             | 11               |
| Reino Unido (UK Independent Albums Chart)         | 2                |